# Pedrés
Pedro Martínez González dit Pedrés, né le 11 février 1932 à Albacete (Espagne) et mort le 6 septembre 2021 à Madrid, est un matador espagnol.

## Carrière
- Débuts en novillada avec picadors : Albacete (Espagne) le 16 septembre 1942 aux côtés de « Nacional » et Juan Montero. Novillos de la ganadería de Pío Tabernero de Paz.
- Présentation à Madrid : 8 juin 1952 aux côtés de Juan Montero. Novillos de la ganadería de Manuel Sánchez Cobaleda.
- Alternative : Valence (Espagne) le 12 octobre 1952. Parrain, « Litri » (il n’y eut pas de témoin, la corrida étant un mano a mano. Taureaux de la ganadería de Manuel Sánchez Cobaleda.
- Confirmation d’alternative à Madrid : 12 mai 1953. Parrain, Juan Posada ; témoin, Emilio Ortuño « Jumillano ». Taureaux de la ganadería de Urquijo.
- Premier de l’escalafón en 1953